# Grigori Alexandrowitsch Helbach

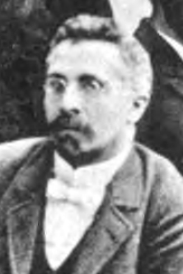
Grigori Helbach um 1906

Grigori Alexandrowitsch Helbach (russisch Григорий Александрович Гельбак Grigori Alexandrowitsch Gelbak; * 1. Januarjul. / 13. Januar 1863greg. in Swenigorodka, Gouvernement Kiew; † 3. August 1930) war ein russischer Schachspieler.

## Leben
Helbach erlernte das Schach Ende der 1870er Jahre an einem Gymnasium in Schitomir. Nach dem Studium in Kiew verlegte er 1886 seinen Wohnsitz nach Sankt Petersburg, wo er im Verein von Freunden des Schachspiels seine Spielstärke deutlich verbesserte. Seine Partie gegen Alexei Schischkin aus dem Jahr 1889, die er mit den schwarzen Steinen spielte, wurde in zeitgenössischen Publikationen als „unsterbliche russische Partie“ benannt, diese Bezeichnung hat sich jedoch nicht eingebürgert. 1891 teilte er sich den zweiten Platz bei einem Turnier mit Emanuel Schiffers. 1895 gründete Helbach in Sankt Petersburg einen Schachklub, der nach nur zwei Jahren wieder aufgelöst wurde. Als sein erster großer Erfolg gilt ein Sieg, geteilt mit Sergei Lebedew, bei einem Turnier im April 1901 mit 9,5 Punkten aus 13 Partien. 1903 teilte er sich mit 11,5 Punkten aus 15 den ersten Platz mit W. Kryschanowski und Schiffers bei einem Turnier im Pädagogenklub. Im nächsten Jahr gewann er ein freies Turnier der St. Petersburger Schachgesellschaft, in einem weiteren Turnier wurde er 1.–2., punktgleich mit Carl Rosenkrantz. 
Gemeinsam mit Pjotr Ewtifejew holte er 1905 einen Sieg im Turnier für Spieler der ersten Kategorie. Im ähnlichen Turnier 1907 teilte er sich den dritten Platz mit Wassili Omeljanski, als alleiniger Gewinner ging Jewgeni Snosko-Borowski hervor. Im gleichen Jahr gewann er ein kleines Turnier vor Walter Henneberger. 1908 nahm er am Turnier um den Titel eines Meisters der St. Petersburger Schachgesellschaft teil. Helbach, der im letzten Moment eingesprungen war, erspielte sich lediglich 2,5 Punkte aus 12 Partien und landete auf dem letzten Platz. In einem groß angelegten Turnier mit 36 Teilnehmern, das im Herbst 1910 stattfand, erreichte er das Finale und wurde Siebter. In den All-Russischen Meisterschaften teilte er sich 1899 den sechsten Platz mit Wladimir Nenarokow, 1905/1906 und 1909 im Nebenturnier belegte er hintere Plätze.
Helbach war vor der Oktoberrevolution als Beamter für besondere Aufgaben in der Abteilung für Eisenbahnwesen im Finanzministerium beschäftigt. Nach 1917 siedelte er nach Moskau um und wurde dort als Techniker in der Hauptverwaltung des Eisenbahnverkehrs eingestellt. Sein Gehalt besserte er im Moskauer Schachklub auf und spielte weiterhin in einigen Turnieren mit. 1920 wurde er geteilter Fünfter in einem Nebenturnier der All-Union Olympiade, 1925 landete er auf Platz 7 in der kleinen Moskauer Stadtmeisterschaft. Nach seinem Ableben veröffentlichte Schachhistoriker Michail Kogan 1937 in Schachmaty v SSSR Helbachs Erinnerungen an Michail Tschigorin.